# 木村駿
木村 駿（きむら しゅん、1930年1月28日 - 2002年8月17日）は、日本の心理学者。臨床心理学を専攻。群馬大学名誉教授。

## 来歴
神奈川県生まれ。早稲田大学卒業。同大学院にて臨床心理学を専攻。群馬大学教育学部助教授、教授を経て、2000年に定年退官、名誉教授、明星大学教授。2007年、退任。
1974年から1975年にかけて、文部省在外研究員としてキングス・カレッジ・ロンドン精神医学研究所（IoP）に派遣された。1979年、パキスタン政府の招きでイスラマバード国立心理研究所。木村の妻であるエッセイストの木村治美は、ロンドン滞在期の経験を『黄昏のロンドンから』として刊行し、大宅壮一ノンフィクション賞を受賞した。

## 著書
- 『TAT診断法入門』誠信書房　1964
- 『暗示と催眠の世界 現代人の臨床社会心理学』1969　講談社現代新書
- 『日本人の深層心理 「いえ」社会の危機』創元社　1977
- 『親と子の断絶を超えて』新曜社　1982
- 『愛の治療学 「彼」が復活する奇跡のプログラム』徳間ブックス 1982
- 『日本人の対人恐怖』勁草書房　1982　社会心理学選書
- 『性格破産 自分という人間の恐ろしさ』ベストセラーズ　1983　ワニの本
- 『ド胆を抜かれたアイツの顔が見たい! 変幻自在!人間攻略の面白トリック133』ロングセラーズ　1984　ムックの本
- 『女と男の隠れた相性 深層心理テストでわかる愛の行方』主婦と生活社、1985　21世紀ブックス
- 『土壇場の心理学 「ここ一番」に強くなるメンタル・マネジメント』PHP研究所　1986
- 『ビジネスマンのための心の体操 しなやかな発想と行動力が身につく!』PHP研究所、1988
- 『人前で・本番であがらない心理学 好きな人・初対面の人・大勢の前・ちょっと改まった場で』日本実業出版社　1990
- 『なぜ、自分が好きになれないのか 自分を信じられる人は、仕事、人間関係もうまくいく』ごま書房、1991　ゴマブックス
- 『プラス思考の技術 仕事・人間関係を変える心理技法』ごま書房　1996
- 『人間関係がよくなる8つの方法』ごま書房　1997　ゴマブックス
- 『リラクセーションbook 心と体がイキイキする』ごま書房、1997
- 『プラス思考の技術』ごま書房　1998
- 『ちょっとしたプラス思考で仕事・人間関係がきっと良くなる 自分を大切にするための33のヒント』ごま書房　2004

## 共編著
- 『現代人の病理 第2巻.人間関係の臨床社会心理学』相場均,南博共編　誠信書房　1972
- 『曙のイスラマバード』木村治美共著　文芸春秋　1980　のち文庫
- 『ピーター・パンとシンデレラ "こころの時代"をどう生きるのか?』木村治美共著　広済堂出版　1984　のち文庫

## 翻訳
- フィリップ・G.ジンバルドー『シャイネス』小川和彦共訳　勁草書房　1982
- M.E.P.セリグマン『うつ病の行動学 学習性絶望感とは何か』平井久と監訳　誠信書房　1985

## 論文
- 「催眠療法について IV-車酔いについて」 『催眠研究』 9 1964
- 「催眠療法による脳性まひ者の行動変容について」 『臨床心理学研究』 第6巻 4号 1967
- 「脳性まひ児の短期心理治療コミュニティ-集団構造と機能」 『早稲田心理学年報』 第3巻 1971
- 「暗示と社会病理」 『現代人の病理 1. 文化の臨床社会心理学』 誠信書房 1972
- 「身体障害と家族共同体」 『現代人の病理 3. 家族の臨床社会心理学』 誠信書房 1973
- 「精神病理における文化的要素」 星野命編 『人間探究の社会心理学 4. 人間と文化』 朝倉書店 1979
- 「文化と精神病理」 『サイコロジスト』 第8号 1980
- 「マレーの欲求-圧力論」 本明寛編 『性格心理学講座 1. 性格の理論』 金子書房 1989

## 参考
- ちょっとしたプラス思考で仕事・人間関係がきっと良くなる―自分を大切にするための33のヒント - 紀伊国屋書店BookWeb
- 『日本心理学者事典』クレス出版、2003年。ISBN 4-87733-171-9。